# Jurij Sergeevič Pobedonoscev
Jurij Sergeevič Pobedonoscev (Mosca, 20 agosto 1910 – Mosca, 18 gennaio 1990) è stato un regista sovietico.

## Filmografia parziale

### Regista
- Spasёnnoe pokolenie (1959)
- Miška, Serёga i ja (1961)
- Orljata Čapaja (1968)
- Och už ėta Nastja! (1971)
- Čestnoe volšebnoe (1975)
- Bezbiletnaja passažirka (1978)